# Walter Popp (Keramiker)
Walter Popp (* 12. Oktober 1913 in Bunzlau, Schlesien; † 8. August 1977 in Kassel) war ein deutscher Keramiker. Er begründete die Kasseler Schule für Keramik.

## Leben

### Ausbildung und Jahre im Krieg
Walter Popp machte von 1933 bis 1935 eine Ausbildung zum Fotografen in Bunzlau. Dort lernte er seine spätere Frau Veronika Dresler kennen. Von 1935 bis 1937 absolvierte Popp ein Studium an der Bayerischen Staatslehranstalt für Lichtbildwesen in München in der Meisterklasse für gestaltende Fotografie. Von 1939 bis 1945 leistete er seinen Kriegsdienst ab.

### Walter und Veronika Popp in Dießen
Von 1948 bis 1954 unterhielt Walter Popp eine keramische Werkstatt im Töpferort Dießen am Ammersee. Popp begann in dieser Zeit autodidaktisch seine künstlerische Arbeit an der Töpferscheibe gemeinsam mit seiner Ehefrau Veronika Popp. Veronika Popp war die Tochter des Keramikers Paul Dresler (1879–1950) aus Krefeld, dessen künstlerische Erfahrungen sie beide fortführten.

### Berufung und Lehrtätigkeit in Kassel
Der Direktor der Werkakademie Kassel Stephan Hirzel, berief Walter Popp 1954 zur Kunsthochschule Kassel. Er wurde Werkstattleiter mit Lehrbefugnis und begründete die Kasseler Schule für Keramik. Popp leitete von 1954 bis 1977 die Keramikklasse der Hochschule für Bildende Künste in Kassel. Er war der innovative Lehrer, der bereits in den 1950er Jahren zeigte, welch großes gestalterisches Potenzial in den auf der traditionellen Töpferscheibe entwickelten Zylindern und Schalen steckt. Er faszinierte seine Schüler mit seinen Ideen und weckte in ihnen die Fähigkeiten, den eigenen künstlerischen Weg einzuschlagen. Obwohl heute unbestritten als einer der bedeutendsten Keramiker und einflussreichsten Lehrer für die deutsche Keramik nach 1945 geltend, blieben Popp zeitlebens jegliche Auszeichnungen und die Ernennung zum Professor versagt.
1955 arbeitete er als Fotograf im Arbeitsausschuss der documenta 1 in Kassel mit.

## Werk

### Einführung
Walter Popp gehörte zu den bedeutendsten deutschen Keramikern und prägte wie kein zweiter die Nachkriegsgeneration deutscher Keramiker. Walter Popp gehörte zu den Wegbereitern abstrakter freier plastischer Gestaltformen Formen der deutschen Keramik. Interdisziplinär ausgerichtet betont er, Keramik entstehe nicht durch Keramik allein und ließ sich durch Philosophie, Literatur, Kunst und vor allem durch Musik inspirieren. In der erweiterten Technik der seriellen Musik von Pierre Boulez u. a. sah Walter Popp ein Vorbild für sein Streben nach Objektivität in der Kunst.

### Werkstatt in Dießen
In Dießen entstand, der „Dreslerschen“ Familientradition und dem von Popp bewunderten Stephan Erdös verpflichtend, hochgebrannte, u. a. kupfergrün und blau glasierte Irdenware. Jakob Wilhelm Hinder vertrieb die schlichten Gebrauchskeramiken.

### Kasseler Schule für Keramik

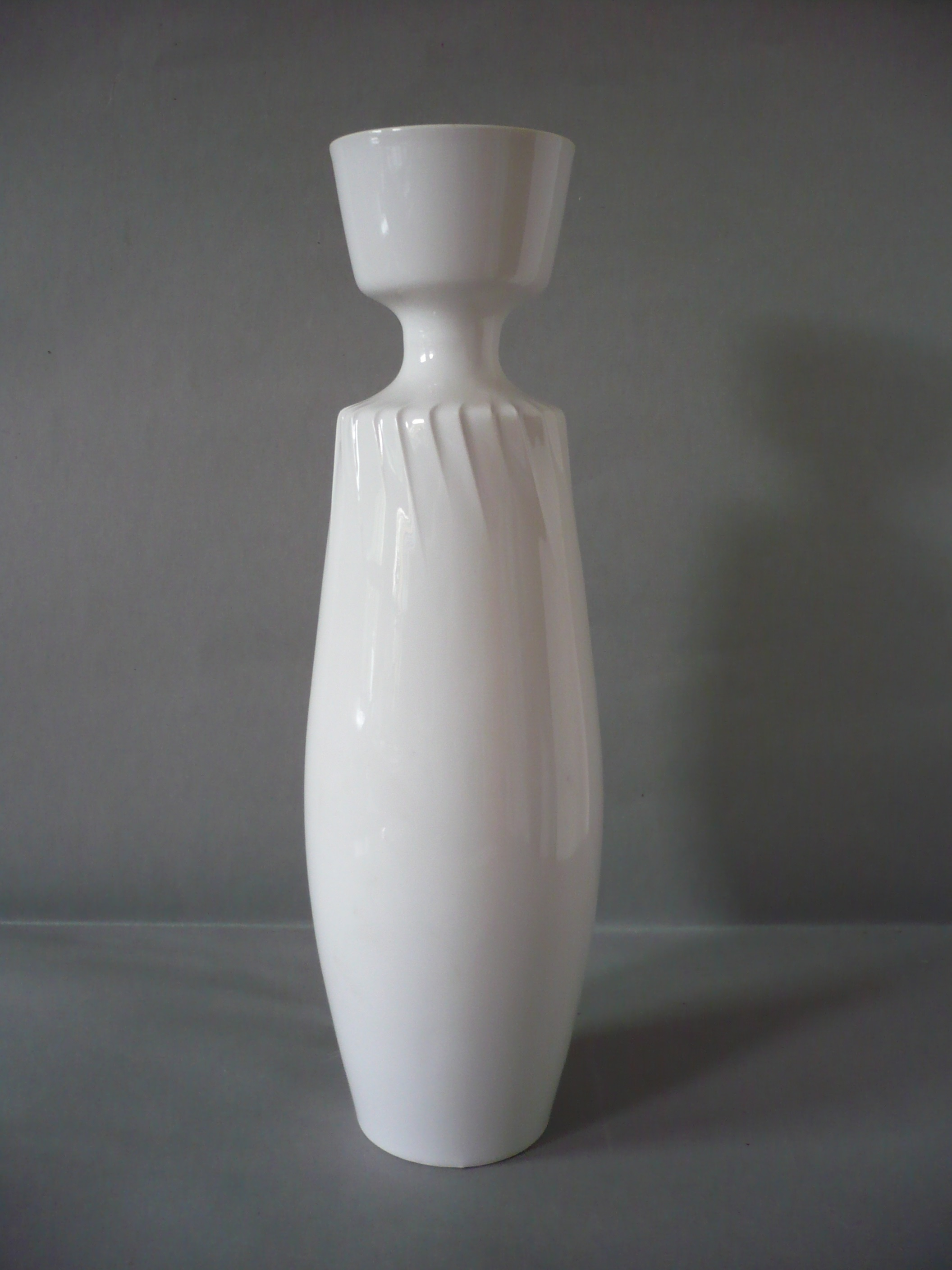
Vase Ikarus von Walter Popp

In Kassel wendete sich Walter Popp Arbeiten aus Steinzeug zu. Er kreierte unter dem Einfluss, der von Bernard Leach beschriebenen ostasiatischen Techniken und Stilmittel unikale Vasen, Schalen und Kummen. Sein zunächst traditioneller Formenkanon umfasste dickwandige Zylinder-, Kegel- und Kugelgefäße sowie davon abgeleiteten Becher und Kummen mit kraftvollen Rändern und unglasierten Füßen. Zu seinen bevorzugten Dekorationen zählen sich überschneidende, das Gefäßvolumen betonende Tauchzonen und sehr dekorative horizontale Glasurverläufe. Walter Popp erzielte diese durch Abwandlung der aus Ostasien bekannten Kombination des Tauchens, Schüttens und Schleuderns. Manchmal scheiden schmale, ringförmig um den Gefäßkörper gelegte unglasierte Zonen die glasierten wirkungssteigernd voneinander. Am Ende der 1950er Jahre begann Walter Popp mit der Ausführung seiner charakteristischen aus stereometrischen Drehteilen montierten ein- oder mehrachsigen Gefäßplastiken. Er zitierte in dieser Werksphase die Kompositionsschemata von Luigi Nono und Karlheinz Stockhausen und nutzte fugale Kompositionsgesetze von Johann Sebastian Bachs und Anton von Weberns. Mitte der 1960er Jahre verwendete Walter Popp vorrangig Montagetechniken unter Verwendung abstrakter Malereien wie etwa breite braune und schwarze Farbfelder, Pinselstriche und Linien in zartgrünem oder hellgrauem Glasurgrund. Sie weckten sie Assoziationen an Bilder Franz Klines und des befreundeten Fritz Winter. Die Unwägbarkeiten des Brands des keramischen Werkstoffs im Ofenbrand behinderten die präzise Umsetzung seiner Entwürfe. Daraufhin erarbeitete Popp zwischen 1963 und 1967 eine Serie von Collagen mit geometrischen Elementen aus verschieden farbigen Kunststofffolien. Popps aus geometrischen Elementen komponierte Arbeiten aus farbigen Folien wie auch aus Keramik und keramischen Segmenten in der Nachfolge des Konstruktivismus und der Arbeiten von De-Stijl-Meistern finden ihre thematische Fortführung und bauliche Realisierung in dem Keramischen Wandbild in der Justus-Liebig-Universität Gießen, der „Gießener Wandgestaltung“.
Im Jahr 1965 wird auf Vermittlung von Direktor Stephan Hirzel sein Entwurf der Porzellanvase Ikarus in der Staatlichen Porzellan-Manufaktur Berlin – KPM Berlin – hergestellt.

## Werke in Museen
- Berlin, Keramik-Museum Berlin
- Düsseldorf, Hetjens-Museum
- Edenkoben, Schloss Villa Ludwigshöhe, Moderne Keramik des 20. Jahrhunderts, Sammlung Hinder/Reimers des Landes Rheinland-Pfalz
- Faenza, Museo internazionale delle Ceramiche
- Frechen, Stiftung Keramion
- Hamburg, MKG
- Hannover, Museum August Kestner
- Höhr-Grenzhausen, Keramik-Museum Westerwald
- Karlsruhe, Badisches Landesmuseum
- Kassel, Städtische Kunstsammlung
- Köln, Sammlung Camps
- Leipzig, GRASSI Museum für Angewandte Kunst
- Mannheim, Kunsthaus
- Mailand, Palazzo Olivetti
- München, Porzellanmuseum, Neue Sammlung
- Rotterdam, BvB
- Stuttgart, Landesmuseum Württemberg
- Verona, GAM

## Ausstellungen
- 1962 Moderne Deutsche Keramik, MKG Hamburg
- 1969 Galerie Deisenroth, Fulda
- 1970 Deutsche Goldschmiedehaus: Keramik der Gegenwart, Hanau
- 1970 Gießen – Justus-Liebig-Universität, Wandbild, Maße: H: 200 cm, B: 500 cm
- 1977–1978 Stiftung Keramion, Frechen
- 1979 Europäische Keramik seit 1950
- 1986 Hetjens-Museum: Sammlung Dr. Vehring, Düsseldorf
- 1990: Walter Popp, Keramiken und Collagen, Badisches Landesmuseum, Karlsruhe
- 2014: StG Kulturhof Flachsgasse, Speyer
- 2014: „Aspekte der Moderne“ – Walter Popp und seine legendäre "Kasseler Schule", Museum für Moderne Keramik, Deidesheim